# Краснофлотська сільська адміністрація
Краснофло́тська сільська адміністрація (каз. Краснофлотское ауылдық әкімдігі, рос. Краснофлотская сельская администрация) — адміністративна одиниця у складі району Біржан-сала Акмолинської області Казахстану. Адміністративний центр та єдиний населений пункт — село Краснофлотське.
Населення — 210 осіб (2021; 389 у 2009, 1028 у 1999, 3311 у 1989).
Станом на 1989 рік існували Краснофлотська сільська рада (села Белагаш, Булакти-Шилік, Краснофлотське) та Кайнарська сільська рада (села Арай, Достик, Кайнар, Кумди, селище Дальній). Села Булакти-Шилік та Дальній було ліквідоване 2001 року, села Арай, Белагаш — 2009 року, село Кайнар — теж 2009 року. 2013 року Краснофлотський сільський округ перетворено в сільську адміністрацію.

## Склад
До складу адміністрації входять такі населені пункти:
| Населений пункт      | Колишні назви | Населення, осіб (1989) | Населення, осіб (1999) | Населення, осіб (2009) | Населення, осіб (2021) |
| -------------------- | ------------- | ---------------------- | ---------------------- | ---------------------- | ---------------------- |
| Булакти-Шилік, село  | -             | 129                    | 6                      | -                      | -                      |
| Дальній, село        | -             | 1046                   | 1                      | -                      | -                      |
| Достик, село         | -             | 13                     | -                      | -                      | -                      |
| Кайнар, село         | -             | 383                    | 248                    | -                      | -                      |
| Краснофлотське, село | -             | 1439                   | 649                    | 352                    | 180                    |
| --Арай, село         | -             | 139                    | 38                     | 12                     | 15                     |
| --Белагаш, село      | -             | 158                    | 86                     | 25                     | 15                     |
| Кумди, село          | -             | 4                      | -                      | -                      | -                      |